# Hypersonic Air Launched Offensive Anti-Surface
El Aire hipersónico lanzado ofensivo anti-superficie (Hypersonic Air Launched Offensive Anti-Surface, HALO) es un misil de crucero hipersónico antibuque lanzado desde el aire que se está desarrollando para la Armada de los Estados Unidos. Está diseñado para proporcionar una mayor capacidad de guerra antisuperficie que el AGM-158C LRASM y se espera que sea compatible con el F/A-18E/F Super Hornet. La capacidad operativa inicial se espera para 2028. El programa también se denomina programa de Incremento de Guerra Ofensiva Antisuperficie 2 (Offensive Anti-Surface Warfare Increment 2, OASuW Inc 2).
El 28 de marzo de 2023, el Comando de Sistemas Aéreos Navales (NAVAIR) adjudicó un contrato de 116 millones de dólares a Raytheon Missiles & Defense y Lockheed Martin para la maduración y el desarrollo técnicos mediante una revisión del diseño preliminar del sistema de propulsión. Está previsto que el contrato comience en diciembre de 2024, y la revisión del diseño inicial de cada empresa avance hacia una prueba de vuelo del prototipo.
Sin embargo, en la conferencia Sea-Air-Space de la Navy League de abril de 2023, el contraalmirante Stephen Tedford, director ejecutivo del programa de aviación no tripulada y armas de ataque en NAVAIR, dijo que HALO podría ser "un nombre un poco inapropiado" porque podría no alcanzar la velocidad hipersónica. Tedford dijo que HALO puede alcanzar sólo velocidad supersónica, en lugar de velocidad hipersónica (es decir, el umbral de Mach 5).